# ZFP36L1
ZFP36L1‏ (ZFP36 ring finger protein like 1) هوَ بروتين يُشَفر بواسطة جين ZFP36L1 في الإنسان.